# Општина Салациг (Салаж)
Салациг (рум. Sălăţig) општина је у Румунији у округу Салаж.
Oпштина се налази на надморској висини од 202 m.